# Scuole

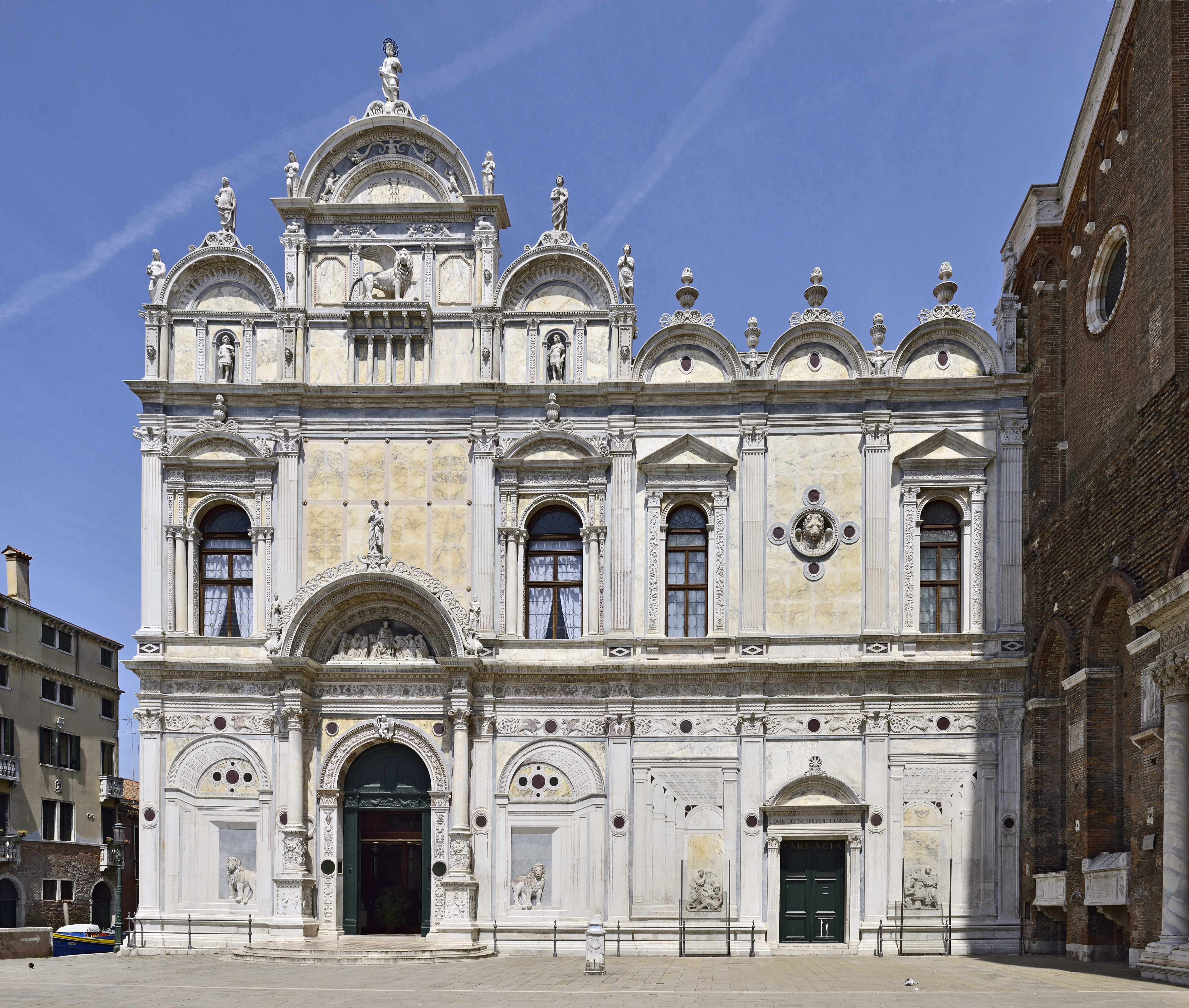
Scuola Grande di San Marco

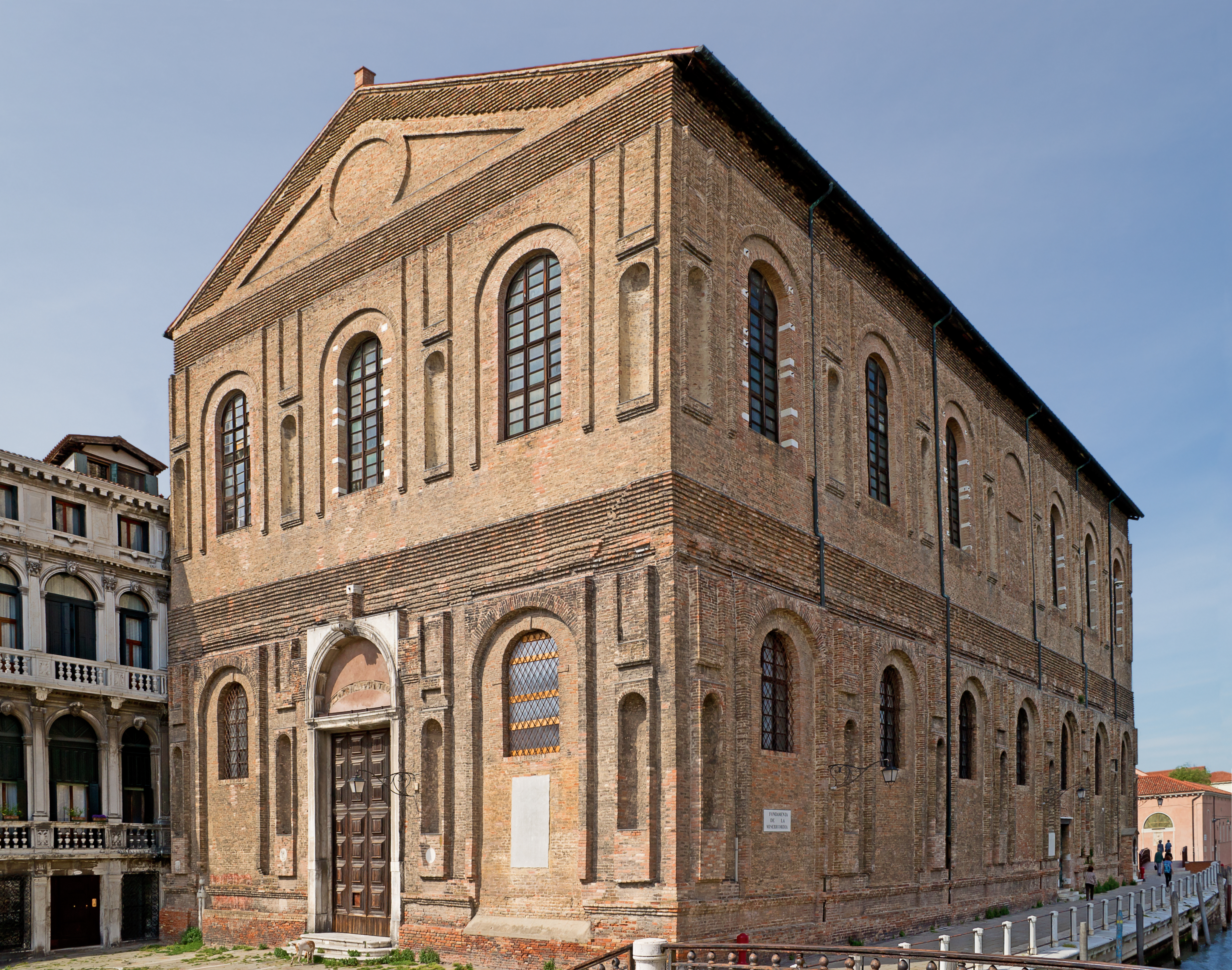
Scuola Grande della misericordia, Bruderschaftsgebäude der battuti (Flagellanten)

Als Scuole wurden in der Republik Venedig geistliche und karitative Korporationen, Zünfte und Gilden oder Zusammenschlüsse von auswärtigen Landsmannschaften bezeichnet. Im übrigen Italien (beispielsweise in Neapel) lautete die Bezeichnung für vergleichbare Einrichtungen: Confraternita (Bruderschaft) oder Arciconfraternita (Erzbruderschaft). Auch Synagogen wurden als solche akzeptiert und hießen in Venedig daher gleichfalls scuola. Zu den wichtigsten Aufgaben einer solchen Vereinigung gehörten die Betreuung der Sterbenden, ihre Beisetzung, die Versorgung der Hinterbliebenen und die allgemeine Armenfürsorge.
Neben den einflussreichen und vermögenden Scuole grandi gab es eine große Anzahl von Scuole piccole, in denen sich Händler und Handwerker zusammenfanden. Marin Sanudo überliefert, dass es 1501 insgesamt rund 210 große und kleine Scuole gab. Nach dem Fall der Republik Venedig wurden die Scuole durch einen Erlass Napoleons (1806/07) aufgelöst. Dem entging, nach inständigem Bitten der Bürger, nur die Scuola Grande di San Rocco. Die Scuola Grande dei Carmini (S. Maria del Carmelo) wurde 1840 neu gegründet.
Das Gebäude, in dem eine Scuola ihren Sitz hat, wird ebenfalls scuola genannt.

## Die großen Bruderschaften(scuole grandi)
Die scuole grandi – eine Übersetzung „große Schulen“ wäre missverständlich –, die aus den mittelalterlichen Geißelbruderschaften hervorgegangen sind, waren im Unterschied zu den kleinen scuole piccole, die berufsständisch oder landsmannschaftlich organisiert waren, mitglieder- und finanzstarke karitative Vereinigungen, die in der Regel mehr als 500 Mitglieder aufwiesen. Die Führung der Scuole und die Verwaltung des Vermögens lag in den Händen von Bürgerlichen (Cittadini). Venezianische Nobili, Kleriker und Ausländer konnten als einfache Mitglieder aufgenommen werden, wobei bei den Scuole grandi nur Männer zugelassen waren.
Alle Scuole waren ähnlich dem Muster der politischen Organisation der Markusrepublik organisiert: mit einer Generalversammlung (Kapitel), zeitlich befristet – meist auf ein Jahr – gewählten Vorständen (bei den Scuole grandi den banca aus dem Guardian grande, dessen Stellvertreter Vicario, dem für die Prozessionen verantwortlichen Guardian da matin und dem Schriftführer Scrivan), beigeordneten Räten, die die Arbeit überwachten (zwölf im Frühjahr gewählten Degani di tutt’anno und zwölf im Herbst gewählten Degani di mezz’anno). Außerdem gab es zahlreiche untergeordnete Funktionsträger, mit deren bezahlten Ämtern auch bedürftige Brüder versorgt wurden. Vermögende Brüder finanzierten oft privat Baumaßnahmen oder Kunstwerke für die Scuole.

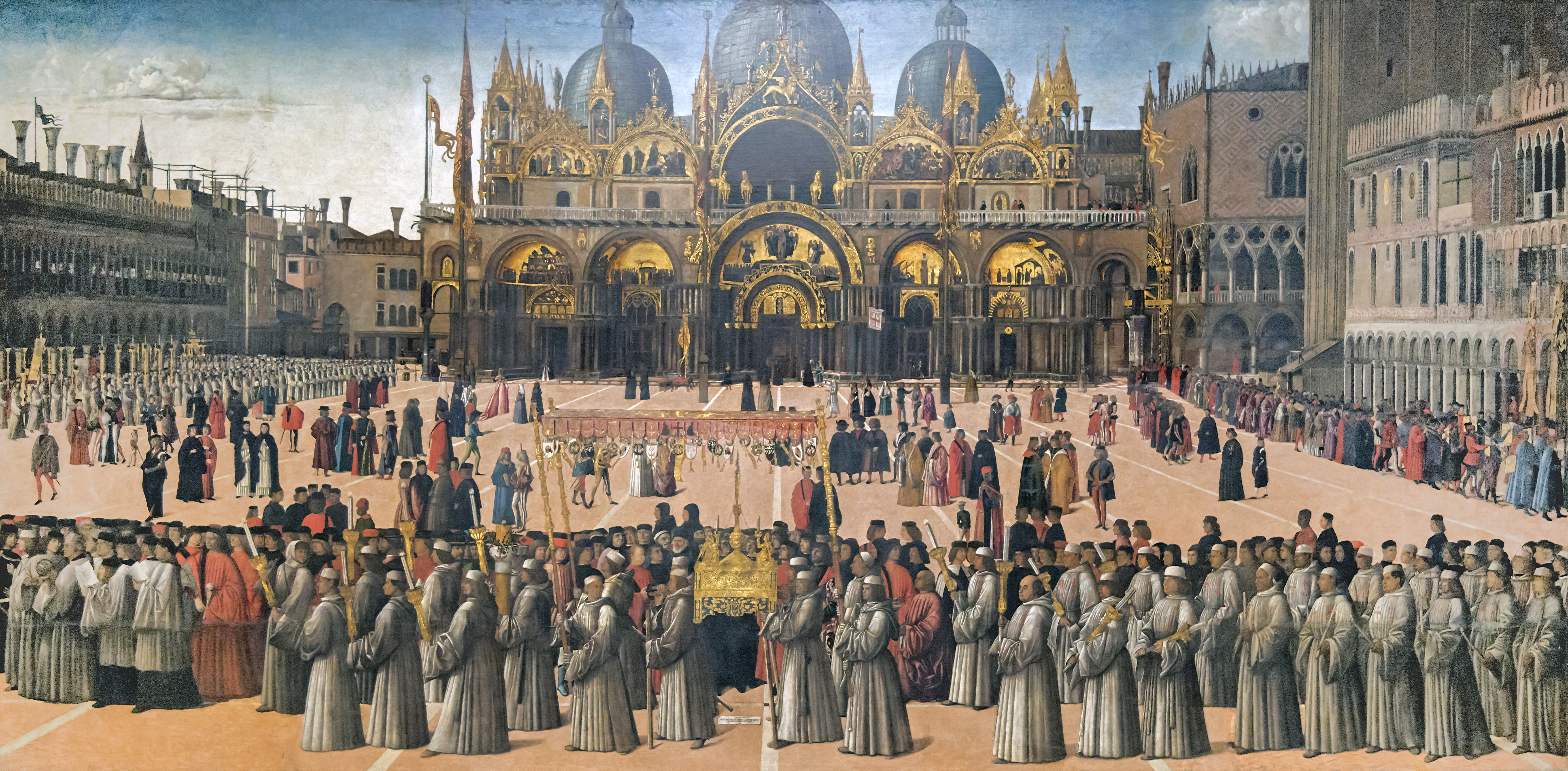
Gentile Bellini:
Prozession der Bruderschaft „San Giovanni Evangelista“ auf dem Markusplatz
Die Bruderschaftsmitglieder sind weiß gekleidet

Die Tätigkeit der Scuole Grandi wurde durch den Rat der Zehn überwacht, die Beschlüsse ihrer Vorstände bedurften der Bestätigung durch dieses Ratsgremium mit weitreichenden Vollmachten.
Neben der karitativen Tätigkeit waren Repräsentation und Prachtentfaltung wichtigster Schwerpunkt im Wirken der Scuole. Die Mitglieder trugen die gleiche Tracht (toga veneta) wie die venezianischen Nobili, in unterschiedlicher Ausgestaltung und Farbe bei den Funktionsträgern. Sie organisierten prunkvolle Prozessionen und wetteiferten untereinander in der Prachtentfaltung ihrer Versammlungsgebäude sowie ihrer Außendarstellung vor allem bei Prozessionen.
Im 17. Jahrhundert gab es sechs Scuole Grandi mit jeweils repräsentativen Bruderschaftsgebäuden:
- Scuola Grande di San Teodoro; gegründet 1258, 1552 zur Scuola Grande erhoben; zuerst wohl bei San Marco ansässig, später bei San Salvador zunächst in einem Albergo des Konvents (heute S. Marco 4826), schließlich wurde nach 1555 das eigene, heute noch vorhandene Gebäude errichtet.
- Scuola Grande di Santa Maria della Carità, gegründet 1260, heute Accademia.
- Scuola Grande di San Marco, gegründet 1261; zunächst bei Santa Croce, seit 1437 bei Santi Giovanni e Paolo ansässig.
- Scuola Grande di San Giovanni Evangelista, gegründet 1261; zunächst in San Aponal ansässig, 1307 nach San Giovanni Evangelista umgezogen.
- Scuola Grande di Santa Maria della Misericordia (oder della Valverde), gegründet 1308.
- Scuola Grande di San Rocco, gegründet 1478 aus dem Zusammenschluss einer Rochusbruderschaft bei San Giuliano und einer bei Santa Maria Gloriosa; mehrfacher Sitzwechsel: 1486 mietete die Scuola den ehemaligen Palast des Patriarchen von Grado am Rio del Vin (etwa dort, wo heute die Casa Ravà ist (S. Polo 1099)), seit 1489 ist sie bei Santa Maria Gloriosa ansässig.

Im 18. Jahrhundert kamen zwei weitere hinzu:
- Scuola Grande dei Carmini
- Scuola Grande di San Fantin, auch „Scuola Grande di San Girolamo“ genannt.

## Die kleinen Bruderschaften(scuole piccole)

### Aufgaben und Organisation
In Venedig findet man auch heute noch viele Örtlichkeiten, deren Bezeichnung auf die beruflichen Aktivitäten hinweisen, die hier ausgeübt worden sind. Viele dieser Tätigkeiten waren für das Leben der Menschen und somit auch der Stadt von großer Bedeutung. Sie reichten von einfachen Handelsformen wie der Deckung des täglichen Bedarfs bis hin zu gefragten, spezialisierten Berufen wie Seidenweber oder Goldschmied. Von dieser Vielfalt an Berufen sind noch Spuren vorhanden, die man allenthalben an den Hauswänden findet und die heute als Straßenbezeichnungen dienen.
Das Berufsleben war arbeitsteilig reglementiert, wobei moderne Vorstellungen von Arbeitsteilung und strenger Abgrenzung der Gewerke nicht unmittelbar auf die historischen Verhältnisse übertragbar sind. Die einzelnen Berufe waren in den Scuole artigianali, das waren Berufsvereinigungen ähnlich den gewerblichen Gilden bzw. Zünften, zusammengefasst. Der Unterschied zwischen Gilden/Zünften und venezianischen Scuole ist in der Literatur meist unklar. Sie beschützten jene, die ihnen angehörten und kodifizierten das Gewohnheitsrecht, wie etwa die Ausbildung von Lehrlingen sowie die Rechte und Pflichten der Mitglieder. Sie kümmerten sich aber auch um private Belange der Berufsangehörigen, wie etwa Beistand bei Krankheit und Bedürftigkeit. Um den Scuole angehören zu dürfen, musste man ein anständiges Leben führen und umfassende berufliche Kenntnisse aufweisen.
Jeder Beruf war von den anderen streng getrennt und hatte in der Ausführung der Arbeiten seine festgelegten und unverletzlichen Grenzen. Diese zu überschreiten war von Gesetz wegen verboten. Innerhalb jeder Gruppe gab es drei Kategorien von Mitgliedschaften, deren unterste garzonato genannt wurde. Wer sich in einen Beruf einschreiben ließ, musste eine Lehrzeit absolvieren. Diese dauerte je nach Art des Berufs zwischen fünf und sieben Jahren. Bei der Aufsichtsbehörde, der Giustizia Vecchia, wurden alle Vereinbarungen oder Verträge zwischen den Lehrlingen (den garzoni) und den Meistern registriert. Diese Verträge sind auch heute noch eine wichtige Quelle. Sie geben Auskunft über die einzelnen garzoni, deren Alter, Eltern und Herkunft sowie über den Meister, das Zunftzeichen seiner Werkstätte und die Dauer des Vertrages.
Der Brauch, die Verträge zu registrieren, stammt aus der zweiten Hälfte des 13. Jahrhunderts, obwohl es bereits am 1. August 1301 eine Ermahnung der zuständigen Behörde an das Handwerk der Pecher gab, einen Lehrling nicht aufzunehmen, bevor er nicht vom Meister in das quaternum dominorum justiciarum, das bei der Giustizia Vecchia aufliegende Register, eingeschrieben war. Das Gesetz vom 10. März 1396 verpflichtete endgültig jeden Berufszweig, alle Ausbildungsverträge bei Gericht registrieren zu lassen.
Im ersten Zeitabschnitt wurde der garzone in die grundlegenden Kenntnissen des gewählten Berufs eingewiesen. Das Alter der Mitglieder des garzonato schwankte je nach Art der Berufsvereinigung. Nach dem Stande des garzone erreichte man jenen der lavoranza. Dieser dauerte zwei bis drei Jahre, während denen man mit allen Problemen des Berufs konfrontiert wurde. Am Ende der Lehrzeit, nach Bestehen einer praktischen Prüfung (la Prova d’Arte), gelangte man in den Stand des Capo Maestro.
Als Scuole wurden in Venedig aber auch die Bruderschaften der einzelnen Orden und der nationalen Gruppierungen benannt.

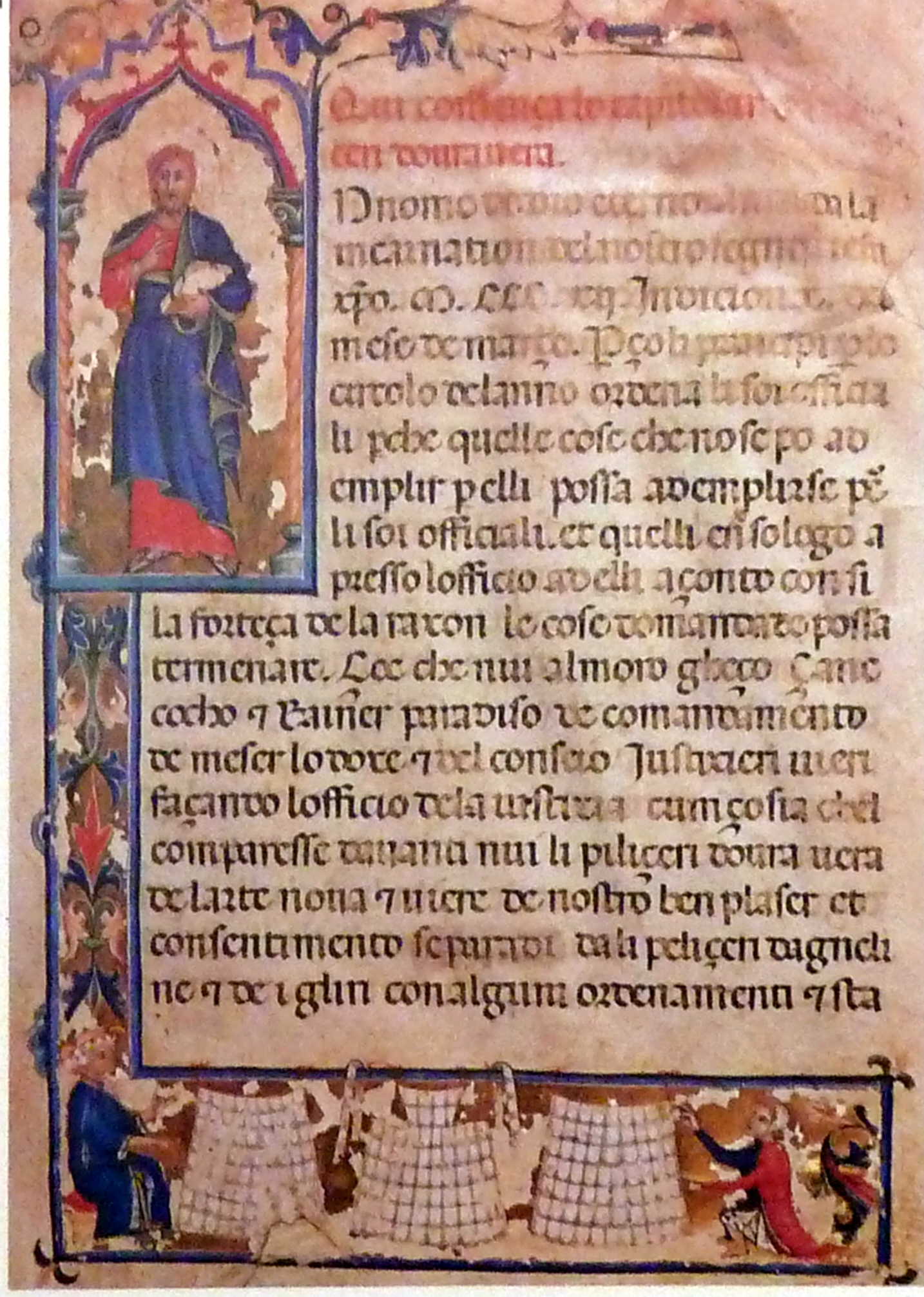
Mariegola der Kürschner (pellicei)

Jeder Berufsstand stand unter dem Schutz eines Heiligen, dessen Festtag sehr feierlich begangen wurde. Die Berufsstatuten, die sogenannten Mariegole (aus madre und regola) geben genaue Einblicke in das Wesen der Scuole, den fürsorglichen Zweck und die Regeln, die zur Erhaltung, Weiterentwicklung und Durchführung derselben angewendet wurden. Die zunächst mündlich tradierten Regeln wurden ab dem 13. Jahrhundert beim Ufficio della giustizia vecchia erfasst. Im Jahre 1278 wurden 40 Berufsstatuten in einem Register zusammengefasst, das mit bis 1330 reichenden Ergänzungen erhalten und publiziert ist. Von diesem Regelwerk wurden zwei Ausfertigungen erstellt: Eine wurde bei Gericht hinterlegt, die zweite verblieb in der Scuola. Die meisten Mariegole sind mittlerweile verschwunden. Die bis in unsere Zeit erhaltenen Exemplare sind in der Biblioteca Correr aufbewahrt.
Die Scuole unterstanden der direkten Aufsicht einer Ende des 12. Jahrhunderts hierfür geschaffenen Gerichtsbarkeit. Am 22. November 1261 schuf der Große Rat eine neue Abteilung, die zur Unterscheidung von der bisherigen als Giustizia Nuova bezeichnet wurde. Erforderlich wurde sie wegen des zunehmend komplizierteren Gefüges der einzelnen Berufe und der Unmöglichkeit einer umfassenden Kontrolle durch nur eine Behörde. Das bisherige Gericht, die Giustizia Vecchia, war für das Großgewerbe zuständig, während die Giustizia Nuova sich um die Belange der Kleingewerbetreibenden und der „Nahversorger“ kümmerte.
Die Scuole verfügten teilweise über eigene Gebäude, großteils waren sie aber in den verschiedenen Kirchen beheimatet, wo sie einen eigenen Altar hatten und gesonderte Räumlichkeiten nutzen konnten. Für die Berufsangehörigen gab es ein Gemeinschaftsgrab. In ihren Archiven bewahrten sie Dokumente, die laufend erneuerte Mariegola und den penelo, ihre Fahne, auf, die bei den Prozessionen vorangetragen wurde. Alle Scuole besaßen eine insegna, ein auf Stoff oder Holztafel gemaltes Emblem, welches das ausgeübte Gewerbe anzeigte. Dieses Emblem wurde im Palazzo dei Camerlenghi bei Rialto aufbewahrt. Heute befinden sich rund vierzig Exemplare im Museo Correr.

## Liste der Berufsgruppen (Auswahl)
| Scuola di                     | Beruf oder Tätigkeit                                         | Sitz in                                                   |
| Acquaroli                     | Trinkwassertransport aus der Brenta nach der Stadt           | Campo San Basilio                                         |
| Acquavitieri                  | Branntweinverkäufer                                          | Kirche San Stin (ab 1601)                                 |
| Barbieri                      | Bartscherer, aber auch chirurgische Eingriffe                | ab 1465 am Campo Santa Maria dei Servi, Gebäude demoliert |
| Barcaroli                     | Fährverkehr mit Gondel über den Canal Grande                 | bei verschiedenen Kirchen, je nach Ausübungsort           |
| Barileri e Mastelleri         | Kübel- und Faßerzeuger                                       |                                                           |
| Bastazi della Dogana da Terra | Lastenträger für die Zollstationen                           | Kirche Sant’Aponal                                        |
| Batti e Tiro Oro              | Gold- und Silberschläger                                     | Gebäude neben der Kirche San Stae                         |
| Beccheri                      | Schlachter                                                   | Cà Grande Querini, Altar in der Kirche San Matteo         |
| Beretteri                     | Kappen- und Hutmacher                                        | Kirche San Biagio                                         |
| Boccaleri                     | Erzeuger von Töpfen, Pfannen, Bechern                        | Kirche Santa Maria Gloriosa dei Frari                     |
| Burchieri da Legna            | Transporte auf Holzbooten                                    |                                                           |
| Burchieri da Cavafanghi       | Müllabfuhr auf Booten                                        | Kirche Sant’Andrea della Zirada                           |
| Calafatti                     | Schiffszimmerleute                                           | Kirche Santo Stefano                                      |
| Caldereri                     | Gießereiarbeiter, Glockenguss, Herdguss                      | ab 1294 Kirche San Marcuola, danach San Luca              |
| Calegheri                     | Schuhmacher, Verarbeitung von neuem Leder                    | Scoletta dei Calegheri                                    |
| Zavateri                      | Schuhmacher, Verarbeitung von gebrauchtem Leder              | Scoletta dei Calegheri                                    |
| Calzeri                       | Erzeuger und Handel von und mit Seidenstrümpfen              | Kirche di San Fantin                                      |
| Carboneri                     | Kohlenhändler, Kohlenträger                                  | Kirche San Salvador                                       |
| Carteri                       | Spielkartenerzeuger                                          |                                                           |
| Casaroli                      | Käseerzeuger                                                 |                                                           |
| Casselleri                    | Truhenerzeuger                                               |                                                           |
| Castelletti                   | Bedienstete in Lottokollekturen                              |                                                           |
| Cerchieri da botte            | Fassreifenhersteller, Küfer                                  | ab 1259 San Trovaso                                       |
| Cesterei                      | Korbflechter                                                 | Kirche di San Biagio                                      |
| Filacanevi alla tana          | Hanfseilbearbeitung für das Arsenal                          | ab 1488 San Giovanni in Bragora                           |
| Luganegheri                   | Wurstwarenverkäufer                                          | Altar in San Salvador                                     |
| Medici fisici                 | Ärzte                                                        | ab 1671 Teatro Anatomico am Campo San Giacomo dall’Orio   |
| Mercanti                      | Kaufleute                                                    | ab 1374 Madonna dell’Orto                                 |
| Mercanti di vino              | Weinhändler                                                  | Altar in Madonna dell’Orto                                |
| Sabioneri                     | Sand- und Steinträger                                        |                                                           |
| Saoneri                       | Seifensieder                                                 |                                                           |
| Sartori                       | Schneider                                                    |                                                           |
| Squeraroli                    | Gondelwerftarbeiter, früher alle privaten Schiffsbauarbeiter |                                                           |
| Tagiapiera                    | Steinschneider, Steinmetze                                   | Gebäude neben der Kirche Sant’Aponal, 2. Stock            |
| Strazzarolli                  | Wiederverkäufer gebrauchter Stoffe, Fetzenhändler            |                                                           |
| Travasadori de ogio           | Umfüller von Öl in Flaschen                                  | San Giacomo di Rialto                                     |
| Naranzieri                    | Verkäufer von Agrumen                                        |                                                           |
| Osti e Locandai               | Osterienwirte (begrenzt auf 20 in der ganzen Stadt)          | Kirche SS. Filippo e Giacomo (aber auch andere)           |
| Pescatori                     | Fischer                                                      | Kirche S.Nicolò dei Mendigoli                             |
| Pistori                       | Bäcker, nur Feinbäcker, keine Lohnbäcker                     |                                                           |
| Salumieri                     | Verkäufer von gesalzenem Fleisch und Fisch                   |                                                           |
| Tintori                       | Färber (Wolle, Seide)                                        | ab 1581 Kirche Santa Maria dei Servi                      |